# Barrio Santa María Goretti
Barrio Santa María Goretti es una localidad argentina ubicada en el municipio de Cipolletti, Departamento General Roca, Provincia de Río Negro. Se encuentra en una calle ciega con orientación Norte-sur entre la Ruta Nacional 22 y la ruta Provincial 65, a unos 700 metros del Barrio Puente 83. Lleva el nombre de María Goretti, laica y mártir católica italiana.
Si bien este y demás barrios de Puente 83 datan de los años 1970 y fueron reconocidos como poblaciones permanentes todavía sus ocupantes no tienen la tenencia de sus tierras.

## Población
En el censo nacional de 2010 se la incluyó dentro de la aglomeración de Barrio Puente 83, la misma cuenta con 2,512 habitantes (Indec, 2010).